# Saint-Étienne-de-Lugdarès
Saint-Étienne-de-Lugdarès település Franciaországban, Ardèche megyében.

## Fekvése
Langognétől délkeletre fekvő település.

## Leírása
Lakosainak száma 401 fő. Saint-Étienne-de-Lugdarès, Astet, Borne, Cellier-du-Luc, Laveyrune, Le Plagnal, Saint-Laurent-les-Bains és Luc községekkel határos.

## Földrajza
Saint-Étienne-de-Lugdarès városa az az Ardèche fennsíkon található, 1033 méteres tengerszint feletti magasságban, a Masmejean völgyben, az Allier  vízválasztóján, éghajlata hegyvidéki.

## Itt születtek, itt éltek
- Henri Charrière (Saint-Étienne-de-Lugdarès, Ardèche, Franciaország, 1906. november 16 - † Spanyolország, Madrid, 1973. július 29) - francia író, a Papillon és Banco című két híres önéletrajzi regény írója.

## Galéria

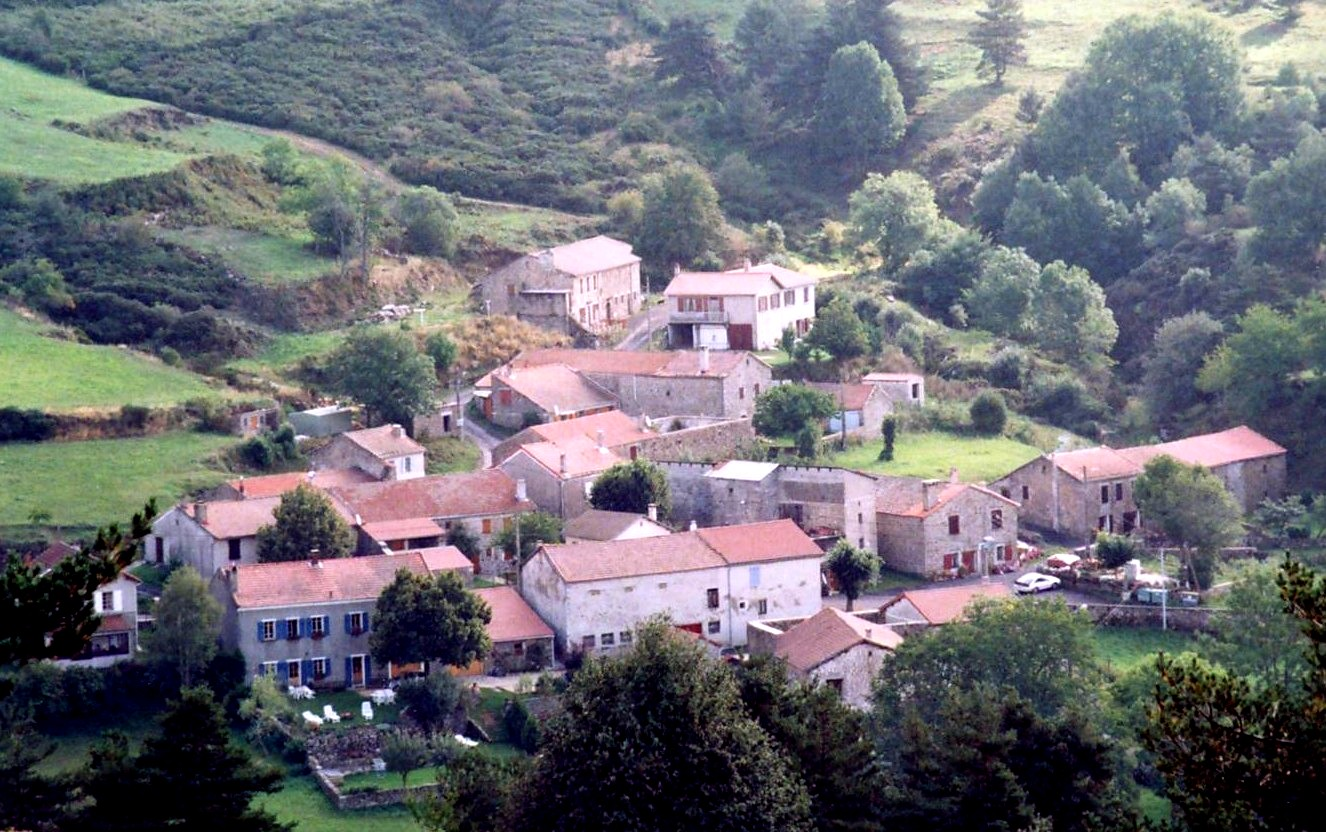
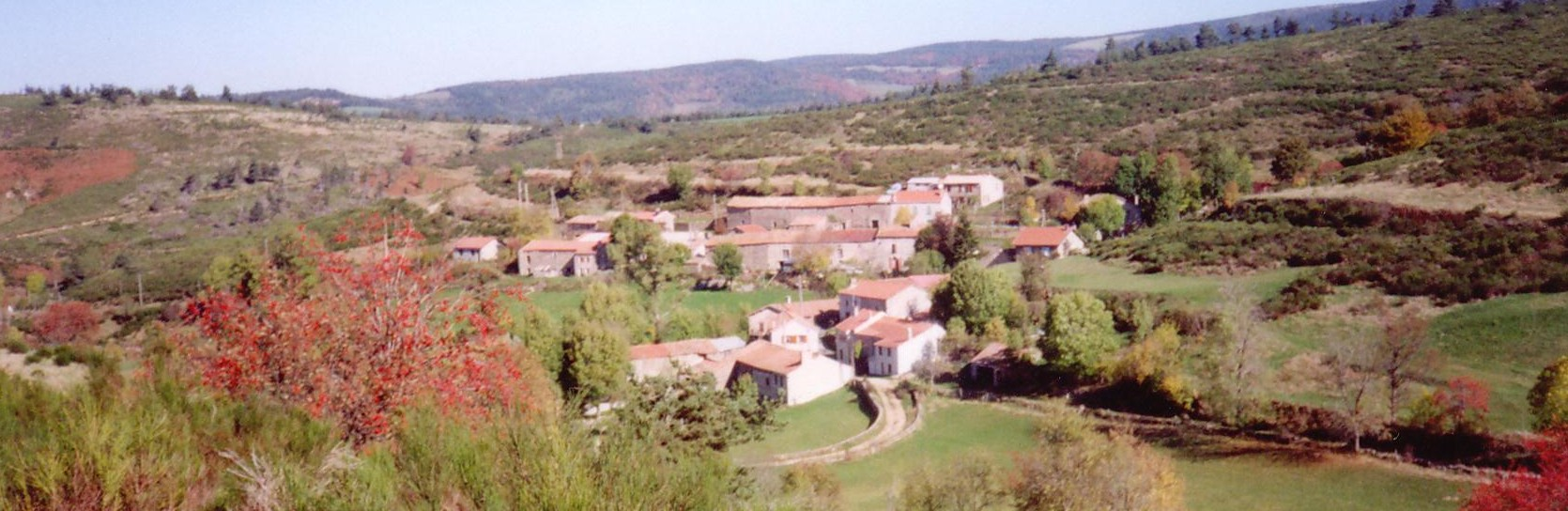
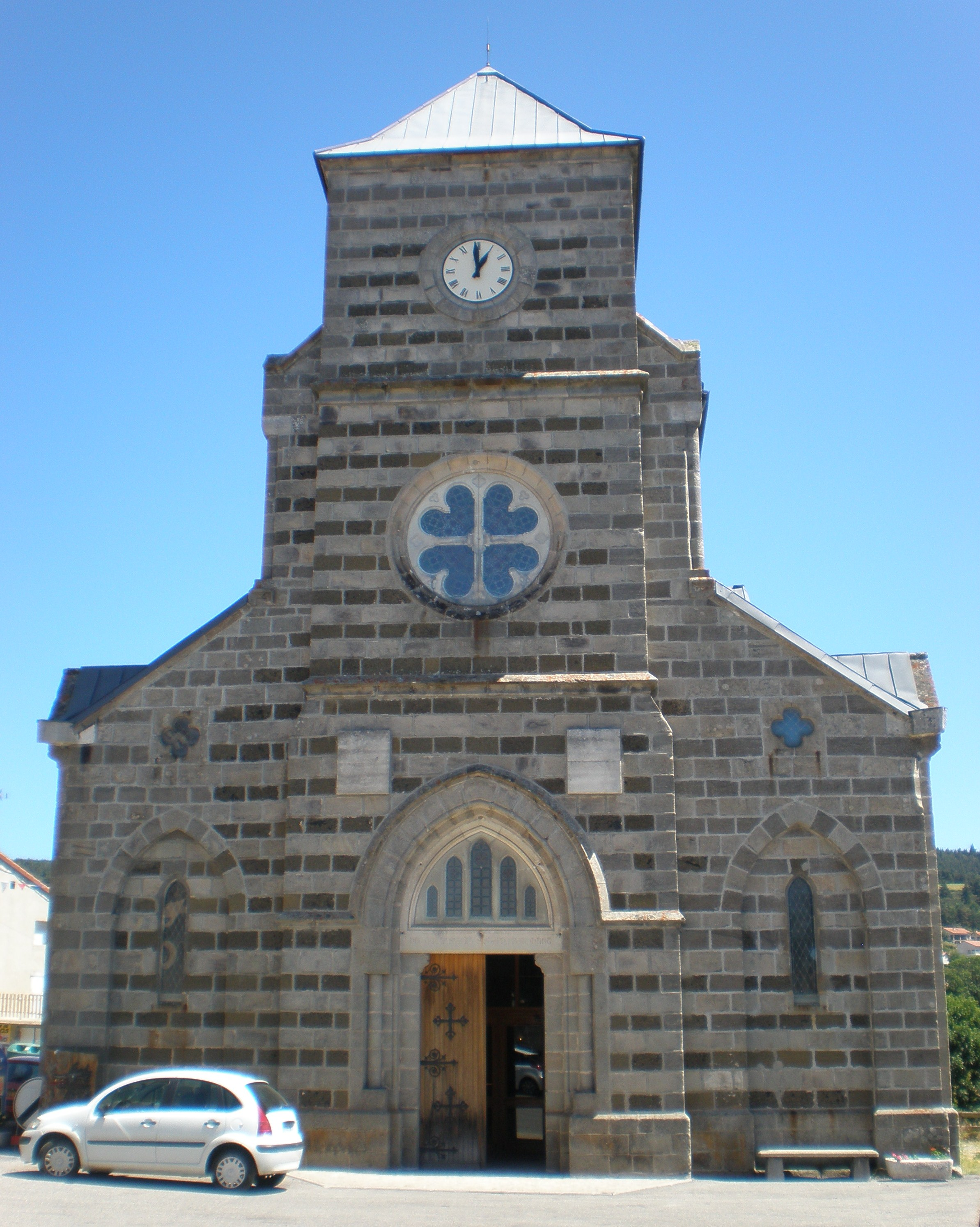